# Delphish
Delphish je program koji štiti korisničke podatke. To je besplatna antiphishing ekstenzija za program Microsoft Outlook i Outlook Express, koja je integrirana kao alatna traka.
Delphish omogućava korisniku da provjeri autora i zemlju podrijetla sumnjivih elektroničkih poruka. Otkriva eventualne skrivene poveznice, obavještava korisnika o podrijetlu i operateru internetskih stranica na koje vode poveznice, te analizira cijelu elektroničku poruku.
Delphish je stvorio i razvijao tim koji je napravio poznatiji sigurnosni program SaferSurf, pod okriljem Nutzwerka, njemačke softverske tvrtke sa sjedištem u Leipzigu koja razvija internetske tehnologije.

## Funkcionalnost
Delphish pruža razne funkcije:
- Provjera elektroničke pošte: U prvom koraku sumnjive se poruke uspoređuju s poznatim phishing-porukama. Ako nema poklapanja, sljedeći je korak procjena rizika za sve poveznice u poruci.
- Prikaz stanja: Alatna traka Delphisha prikazuje je li izabrana poruka već provjerena i kako ju je Delphish klasificirao.
- Otpad: Poruka prepoznata kao phishing premješta se u zaseban direktorij kako korisnik ne bi slučajno aktivirao poveznicu u poruci.
- Postavke: Ovdje korisnik može promijeniti jezik, unijeti proxy poslužitelj ili kontrolirati prikaz stanja.
- Statistika: Korisni podaci o elektroničkoj pošti. Na primjer, korisnik može vidjeti deset domena koje su mu najviše slale phishing-poruke.
- Geolokacija: Geopodaci se detektiraju za svaku poveznicu u poruci i prikazuju kao zastavica da korisnik vidi domovinu poslužitelja na koji vodi poveznica.
- WHOIS: Za svaku testiranu poveznicu korisniku se daju informacije o vlasnicima, administratorima i datumu registracije domene.

## Osvrti
Delphish je izdan 2007., a osvrti su bili pozitivni.
Ghacks je rekao: "Možete koristiti Delphish kao prvu liniju obrane protiv phishinga, ali pobrinite se da možete i sami analizirati poruke."
Computerwoche je pisao: "Premda Delphish nije sveobuhvatan paket za zaštitu od phishinga, pokazao se kao koristan i informativan alat."
IT SecCity je komentirao: "Sada korisnik može osobno procijeniti opasnost od svake poveznice, jer dobiva detaljne informacije o svakoj poveznici, kao što su njezin stvarni cilj, vrsta, popularnost, starost, vlasnici domene itd."
Online PC je rekao: "[Delphish] daje prednosti automatskog prepoznavanja i razvija korisnikovu svijest o sigurnom i odgovornom korištenju elektroničke pošte."

## Vanjske poveznice
- Službena stranica  Arhivirana inačica izvorne stranice od 8. prosinca 2015. (Wayback Machine) (njem.)